# Archaeopodagrion bicorne
Archaeopodagrion bicorne – gatunek ważki z rodziny Philogeniidae. Występuje na terenie Ameryki Południowej – jest endemitem Ekwadoru.